# Panjabi MC
Panjabi MC vel Punjabi MC, właściwie Rajinder Singh Rair (ur. 14 lutego 1973 w Coventry) – brytyjski raper. Jest promotorem połączeń azjatycko-hiphopowych, choć tworzy także UK Garage i Reggae.

## Dyskografia
- Rootz
- Souled Out (1993, Nachural Records)
- Another Sell Out (1994, Nachural Records)
- 100% Proof (1995, Nachural Records)
- Grass Roots (1996, Nachural Records)
- Mirza Part Two (EP) (1997, Nachural Records)
- Legalised (1998, Nachural Records)
- Switchin' (EP) (2000, Moviebox)
- Dhol Jageroo Da (2001)
- Desi (2002, Moviebox)
- Indian Breaks (2003)
- Mundian To Bach Ke (2003, Compagnia Nuove Indye)
- The Album(2003)
- Beware (wersja amerykańska The Album) (2003)
- Steel Bangle(2005)
- Illegal (2006)